# Championnat de Gambie de football 2013
Navigation
Édition précédente Édition suivante
La saison 2013 du Championnat de Gambie de football est la quarante-cinquième édition de la GFA League First Division, le championnat national de première division en Gambie. Les douze équipes engagées sont regroupées au sein d'une poule unique où elles affrontent deux fois leurs adversaires, à domicile et à l'extérieur. En fin de saison, les deux derniers du classement sont relégués et remplacés par les deux meilleurs clubs de deuxième division.
C'est le club de Steve Biko FC qui remporte la compétition cette saison après avoir terminé en tête du classement, avec un seul point d'avance sur le tenant du titre, le Real de Banjul et cinq sur Armed Forces FC. C'est le tout premier titre de champion de Gambie de l'histoire du club.

## Participants
- Interior FC - Promu de D2
- Steve Biko FC
- Real de Banjul
- Young Africans Banjul
- Hawks FC
- Samger FC
- Sea View FC - Promu de D2
- Brikama United
- Armed Forces FC
- Bakau United FC
- Gambia Ports Authority
- Gamtel FC

## Compétition

### Classement
Le classement est établi sur le barème de points suivant : victoire à 3 points, match nul à 1, défaite à 0.
| Rang | Équipe                 | Pts | J  | G | N  | P  | Bp | Bc | Diff |
| ---- | ---------------------- | --- | -- | - | -- | -- | -- | -- | ---- |
| 1    | Steve Biko FC          | 36  | 22 | 8 | 12 | 2  | 18 | 8  | +10  |
| 2    | Real de BanjulT        | 35  | 22 | 8 | 11 | 3  | 15 | 10 | +5   |
| 3    | Armed Forces FC        | 31  | 22 | 9 | 4  | 9  | 22 | 20 | +2   |
| 4    | Gamtel FCC             | 30  | 22 | 9 | 3  | 10 | 23 | 19 | +4   |
| 5    | Samger FC              | 30  | 22 | 7 | 9  | 6  | 15 | 16 | -1   |
| 6    | Brikama United         | 27  | 22 | 4 | 15 | 3  | 19 | 17 | +2   |
| 7    | Hawks FC               | 27  | 22 | 7 | 6  | 9  | 18 | 17 | +1   |
| 8    | Gambia Ports Authority | 27  | 22 | 6 | 9  | 7  | 20 | 23 | -3   |
| 9    | Interior FCP           | 27  | 22 | 6 | 9  | 7  | 16 | 21 | -5   |
| 10   | Bakau United FC        | 26  | 22 | 4 | 14 | 4  | 19 | 20 | -1   |
| 11   | Sea View FCP           | 26  | 22 | 4 | 14 | 4  | 12 | 14 | -2   |
| 12   | Young Africans Banjul  | 18  | 22 | 4 | 6  | 12 | 13 | 25 | -12  |

|  | Qualification pour la Ligue des champions de la CAF 2014                               |
|  | Qualification pour la Coupe de la confédération 2014                                   |
|  | Relégation directe en deuxième division                                                |
|  | T : Tenant du titre C : Vainqueur de la Coupe de Gambie P : Promu de deuxième division |

## Bilan de la saison
| Championnat de Gambie de football 2013 |                           |
| Champion                               | Steve Biko FC (1er titre) |
| Coupes et trophées                     |                           |
| Vainqueur de la Coupe de Gambie 2013   | Gamtel FC                 |
| Qualifications continentales           |                           |
| Ligue des champions de la CAF 2014     | Steve Biko FC             |
| Coupe de la confédération 2014         | Gamtel FC                 |
| Promotions et relégations              |                           |
| Promus en First Division               | Wallidan FC               |
| Promus en First Division               | Banjul United             |
| Relégués en Second Division            | Sea View FC               |
| Relégués en Second Division            | Young Africans Banjul     |